# Arxiu Històric dels Moviments Socials a Espanya
L'Arxiu Històric dels Moviments Socials a Espanya és un arxiu creat el 12 d'octubre de 2021 amb la missió de "reunir, conservar, organitzar, descriure i difondre" documents amb una antiguitat "superior als quaranta anys" sobre moviments socials de protesta, ja siguin feministes, per la diversitat sexual, ecologistes o representatius de diferents col·lectius. L'arxiu tingué la seu a Alcalá de Henares i havia de convidar representats feministes a les reunions de les seves comissions de treball. L'anunci de la creació de l'arxiu anà a càrrec del Ministre de Cultura i Esport, José Manuel Rodríguez Uribes, que abraçaria un àmbit cronològic des del segle xix fins a l'actualitat. El disseny que encara es troba en fase de disseny "molt inicial" aniria vinculat a la Universitat d'Alcalá de Henares i es destinaria tant a la investigació universitària com a les exposicions, i l'any 2021 encara no tenia una data de posada en marxa.